# Porirua Harbour
Der Porirua Harbour oder Te Awarua-o-Porirua Harbour, wie die Langform des Namens teilweise Verwendung findet, ist ein Naturhafen an der Südwestküste der Nordinsel von Neuseeland.

## Namensherkunft
Der Māori-Name Porirua bedeutet übersetzt so viel wie „Zwillingsflüsse oder -arme einer Tide“ und der Langname Te Awarua-o-Porirua würde sinngemäß „der Hafen der Zwillingsflüsse oder -arme einer Tide“ bedeuten.

## Geographie
Der zweigeteilte Porirua Harbour befindet sich nördlich bis nordöstlich der Stadt Porirua. Der südliche Teil, der Onepoto Arm genannt wird, misst 4,7 km in der Länge und maximal 1 km in der Breite. Seine Fläche umfasst 2,83 km2 bei einer 11,4 km langen Uferlinie. Der östliche Teil, der Pauatahanui Arm bzw. Inlet genannt wird, ist 4,5 km lang und maximal 2,1 km breit. Mit einer Uferlinie von 14,3 km kommt der Teil auf eine Fläche von 5,24 km2.
Beide Arme des Naturhafens verfügen über eine relativ große Wasserfläche, die bei Ebbe noch eine Tiefe von 2 m und mehr aufweist. Zu den beiden Ausgängen der Arme, die an ihren engsten Stellen maximal 130 m breit sind, vertiefen sich die Rinnen aufgrund der zunehmenden Strömung auf zwischen 5 m bis 20 m. Bei einem Gezeitenwechsel werden 65 % der Wassermenge des Naturhafens ausgetauscht.
Das Wassereinzugsgebiet mit all seinen Zuflüssen zum Naturhafen reicht nach Süden bis in die Vororte Tawa und Johnsonville von Wellington hinein und nach Norden bis 10 km hinter Plimmerton, einem Vorort von Porirua. So kommt das Wassereinzugsgebiet auf eine Längenausdehnung in Südsüdwest-Nordnordost-Richtung von rund 28 km und in der Mitte in Ost-West-Richtung auf rund 14 km.
Quer durch das Hafengebiet führen der New Zealand State Highway 1 und der North Island Main Trunk Railway, für deren Brücken über den Zugang zum Pauatahanui Inlet, beidseitig ein Damm aufgeschüttet wurde, womit sich der Zugang zum Inlet weiter verengte. Unmittelbar nordwestlich der Brücken befindet sich der Yachthafen.
Am südlichen Ende des Onepoto Arms befindet sich die City von Porirua, westlich der Stadtteil Onepoto und östlich die Stadtteile Aotea und Papakowhai. Südlich des Pauatahanui Arms grenzt der Stadtteil Whitby an, im Osten Pauatahanui und im Norden Camborne und dahinter liegend Plimmerton.

## Wildlife Reserve
Am östlichen Ende des Pauatahanui Inlet befindet sich das Feuchtgebiet des Pauatahanui Wildlife Reserve, in dem die Royal Forest & Bird Protection Society seit 1984 pflegerisch aktiv war.

## Zwei Lagunen
Bei dem Bau des Eisenbahndamms für den North Island Main Trunk Railway wurden zwei Buchten des Onepoto-Arms abgetrennt. Dabei entstanden zwei flache Lagunen, die zweigeteilte Okowai Lagoon und die Aotea Lagoon, die in den 1970ern weitgehend aufgefüllt wurden, als der New Zealand State Highway 1 seine heutige Trassenführung parallel zur Eisenbahnlinie erhielt.